# Plouédern
Plouédern (bretonisch Plouedern) ist eine französische Gemeinde im Département Finistère im Westen der Bretagne mit 3062 Einwohnern (Stand: 1. Januar 2022). Sie gehört zum Arrondissement Brest und ist Mitglied im Gemeindeverband Communauté d’agglomération du pays de Landerneau-Daoulas. Die Bewohner werden Plouédernéens und Plouédernéennes genannt.

## Geografie

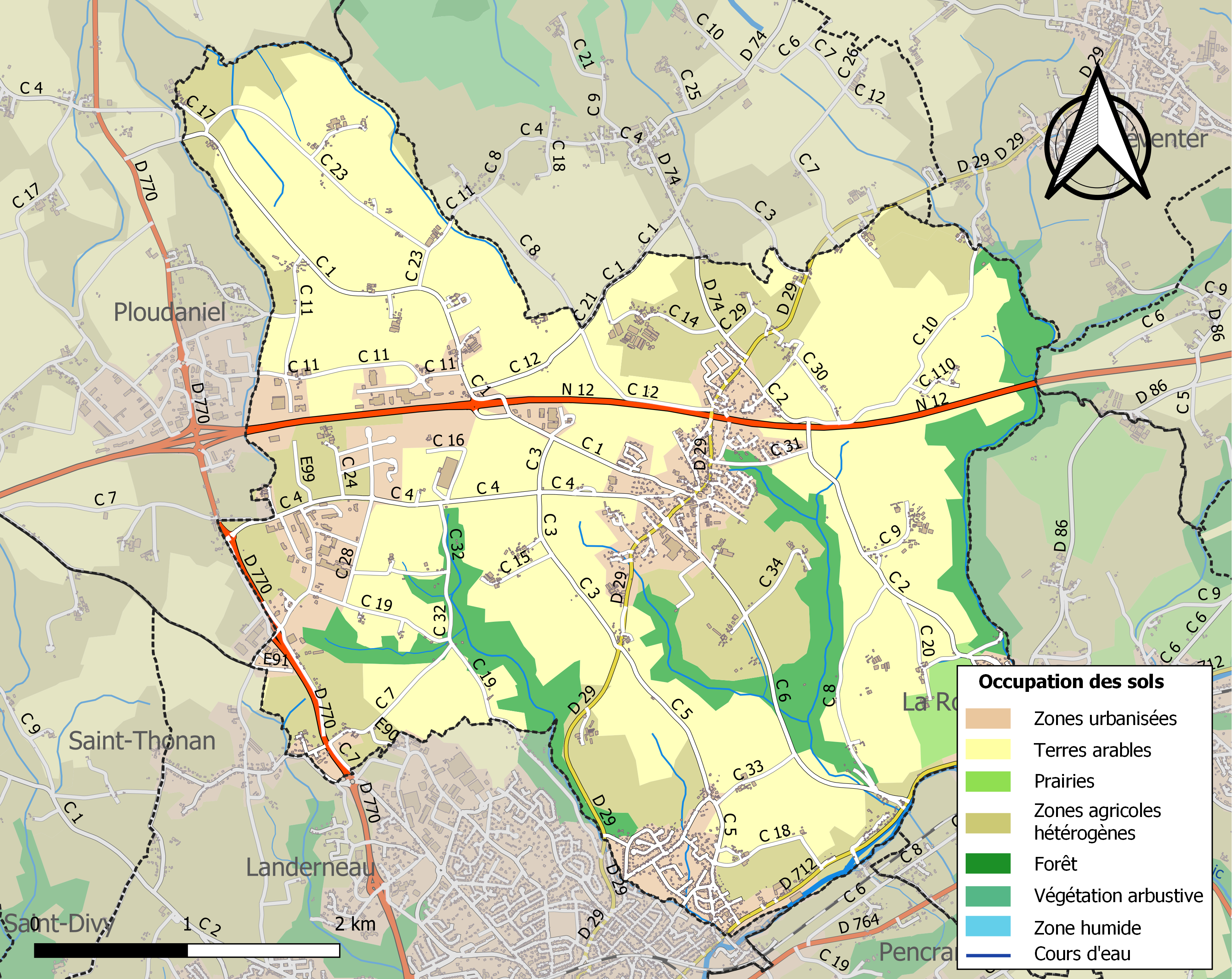
Bodennutzung, Hydrografie und Infrastruktur der Gemeinde (2018)

Plouédern befindet sich in der historischen Provinz Pays de Léon, etwa 20 Kilometer nordöstlich von Brest. Sein Gebiet wird im Südosten durch den Küstenfluss Élorn begrenzt, im Osten und Südwesten durch zwei kleine rechte Nebenflüsse des Élorn. Im Westen und Nordwesten gibt es Nebenflüsse am linken Ufer des Aber-Wrac'h, die als Grenze zu den Nachbargemeinden dienen.
Das Gebiet von Plouédern ist Teil des Natura 2000-Schutzgebiets „Rivière Elorn“ (FR5300024) und von der ZNIEFF-Naturzone „Lann Gazel“ (530002088). Etwa drei Viertel der Fläche der Gemeinde werden landwirtschaftlich genutzt, etwa 10 % sind bewaldet, vor allem entlang der Flussläufe.
Umgeben wird Plouédern von den sieben Nachbargemeinden:
|            | Trémaouézan                                 | Plounéventer Lanneuffret |
| Ploudaniel | Kompassrose, die auf Nachbargemeinden zeigt | La Roche-Maurice         |
|            | Landerneau                                  | Pencran                  |

## Geschichte
Die ersten in Plouédern gefundenen historischen Überreste stammen aus der Römerzeit: Ziegel, Tumulus, Töpferwaren, Hügel. Es ist wahrscheinlich, dass schon früher die Kelten in der Gemeinde lebten, von ihrer Durchreise jedoch keine Spur hinterließen. Die Römer besetzten Aremorica. Um 57–56 v. Chr. wurden Straßen gebaut und Landerneau lag an der Straße von Carhaix nach Brest, die von Süden her entlang der heutigen Gemeinde verlief.
Um 460 kamen die ersten Bretonen an, angeführt von ihren Bischöfen oder Äbten: Saint-Brieuc, Saint-Tual und Saint-Edern. Sie kamen von den Britischen Inseln und flohen vor der sächsischen Invasion. Sie suchten Zuflucht in Aremorica und gründeten zahlreiche „Plou“ oder Pfarreien.
Es scheint, dass die Gemeinde von einem irischen Mönch gegründet wurde, der sich mit seiner bretonischen Kolonie in der Region niederließ. Er hätte ihr den Namen „Plou“ (Gemeinde) gegeben und den von Edern hinzugefügt, einem Mönch, der in einer Einsiedelei im Wald von Coat ar Roc'h lebte und dessen Popularität bereits sehr groß war.
Im 9. und 10. Jahrhundert verwüsteten die Normannen das Pays de Léon. Landerneau und Lesneven wurden geplündert und Plouédern, zwischen diesen beiden Gemeinden gelegen, wurde Opfer der Missetaten von Piraten.
Es scheint auch, dass Plouédern die Roten Mönche, also die Templer, kannte. Außerdem errichteten sie im 13. Jahrhundert in Landerneau ein Priorat ihres Ordens und die Kirche Fontaine Blanche, die durch die Revolution zerstört wurde.
Am 2. Dezember 1791 verließen der Rektor von Plouédern und sein Kollege aus Plounéventer, der sich weigerte, den Eid auf die Zivilverfassung des Klerus zu leisten, die Gemeinde, um einer Internierung zu entgehen, und schafften es, nach England zu gelangen.
Das Ende des 19. Jahrhunderts war geprägt von der Gründung der heute verschwundenen Eisenbahnstrecke Landerneau–Brignogan.
Plouédern war seit Beginn des 20. Jahrhunderts keine rein ländliche Gemeinde mehr und einige seiner Einwohner begannen in der Ziegelei und anderen Betrieben in Landerneau zu arbeiten.

## Bevölkerungsentwicklung
| Jahr                       | 1962 | 1968 | 1975 | 1982 | 1990 | 1999 | 2006 | 2013 | 2020 |
| Einwohner                  | 1648 | 1814 | 2252 | 2586 | 2537 | 2558 | 2672 | 2788 | 3009 |
| Quellen: Cassini und INSEE |      |      |      |      |      |      |      |      |      |

## Sehenswürdigkeiten
- Die Kirche Saint-Edern ist einschiffig mit flacher Apsis mit drei Giebeln. Die Arkaden mit gedrückten Spitzbögen im Inneren scheinen aus dem Anfang des 16. Jahrhunderts zu stammen. Die Nord- und Südmwände wurden im 17. Jahrhundert wieder aufgebaut (im Norden 1609 und im Süden 1626). Im Inneren beherbergt ein bemalter hölzerner Baldachin das Taufbecken. Der Glockenturm am Westgiebel stammt aus dem 18. Jahrhundert. Die Kirche ist seit 1926 als Monument historique eingeschrieben.
- Herrenhaus Kergoat aus dem 16./17. Jahrhundert
- Herrenhaus Kervéléoc aus dem 17. Jahrhundert

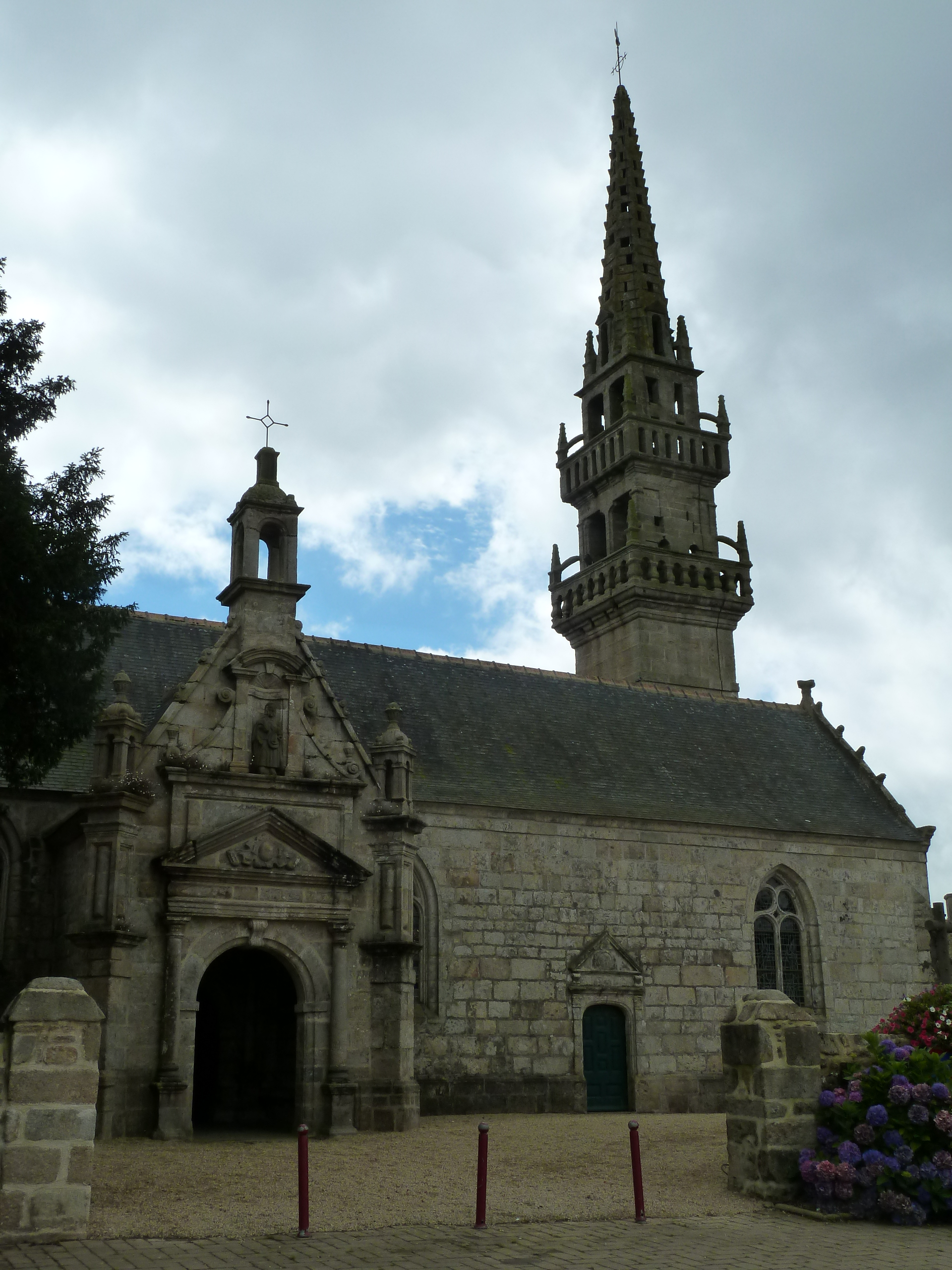
Kirche Saint-Edern
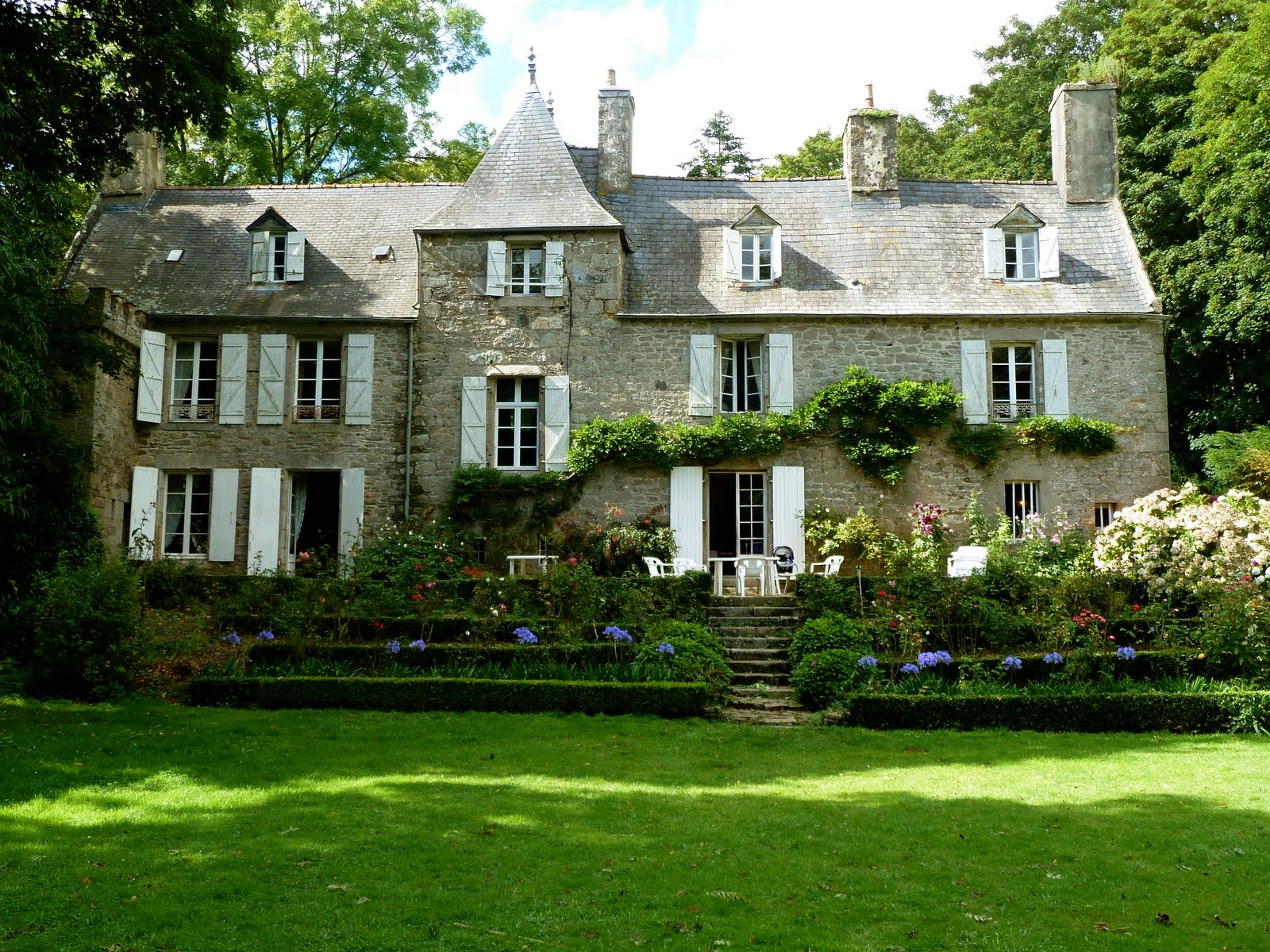
Herrenhaus Kergoat
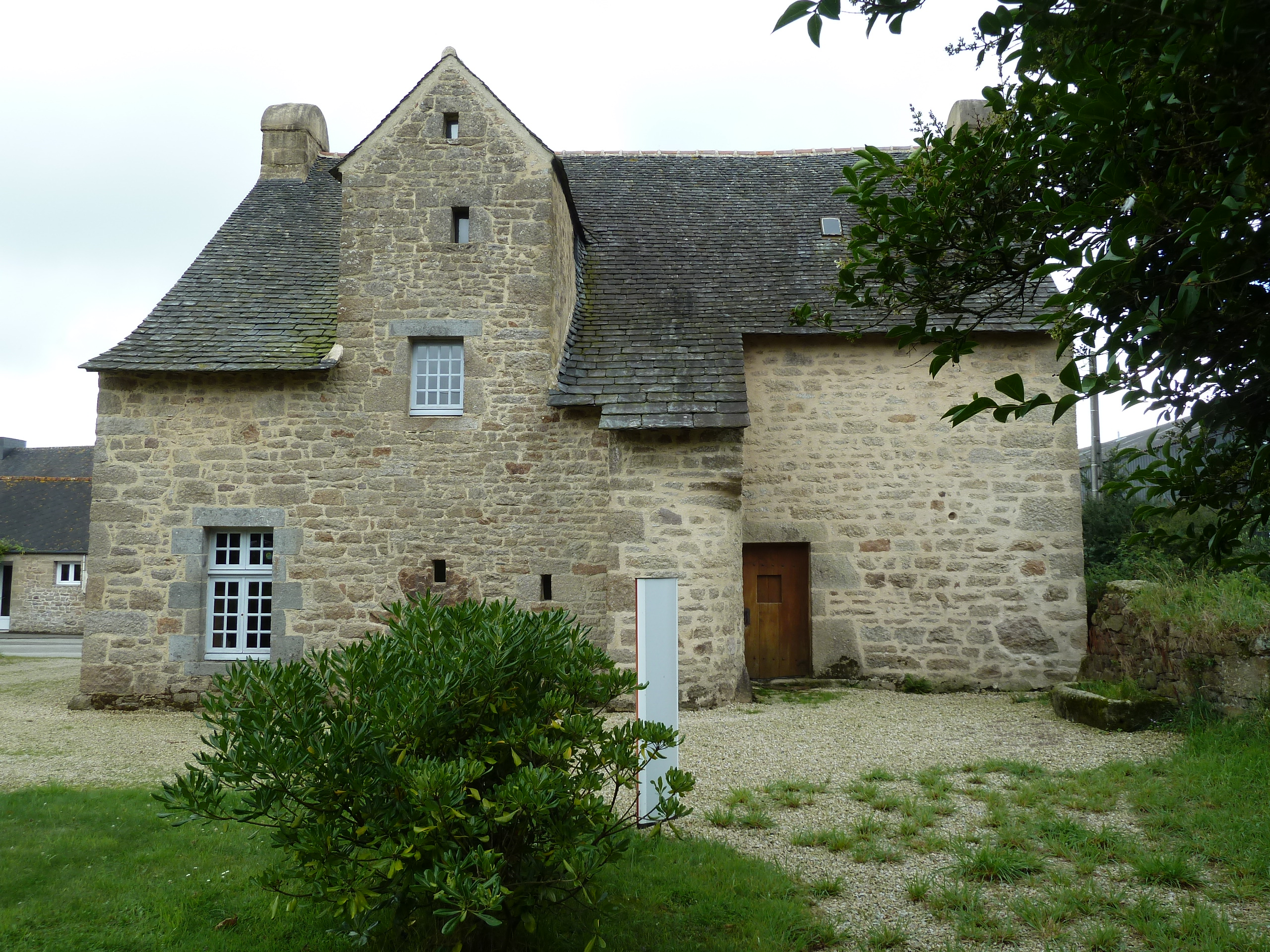
Herrenhaus Kervéléoc
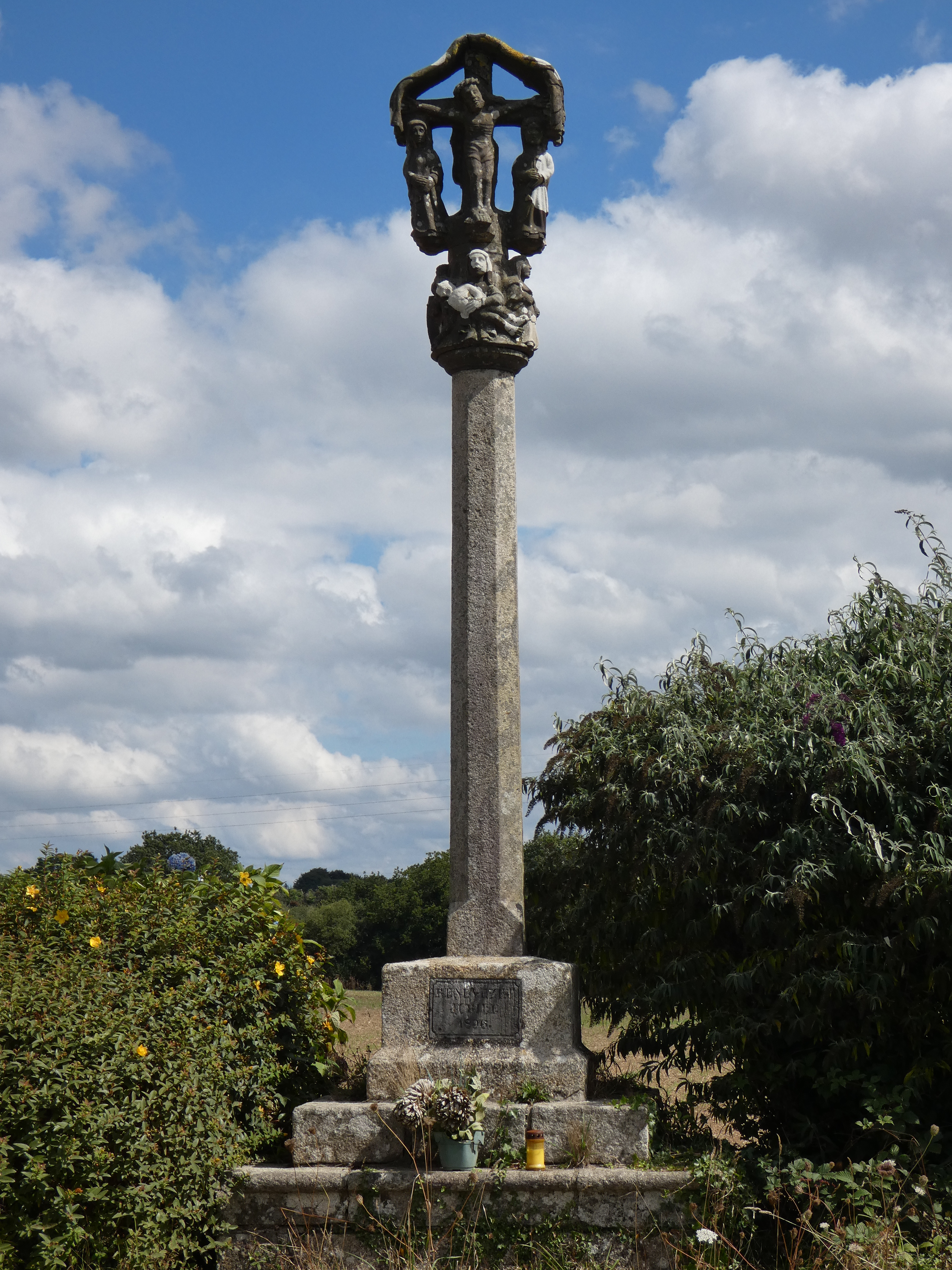
Croix Neuve

## Wirtschaft
Plouédern zieht Unternehmen an, die in den sieben über die Stadt verteilten Gewerbegebiete ihre Standorte finden. Die Landwirtschaft spielt weiterhin eine wichtige Rolle in der Wirtschaftstätigkeit der Gemeinde mit nicht weniger als 21 landwirtschaftlichen Betrieben (Milchkühe, Schweinezucht, Geflügel, Schafe, aber auch Gemüseproduktion: Tomaten, Kartoffeln, Schalotten).

## Verkehr
Plouédern besitzt eine Anschlussstelle an der autobahnähnlichen Route nationale 12 von Paris nach Brest, die das Gemeindegebiet von Ost nach West durchquert. Die Departementsstraße 29 führt durch das Zentrum der Gemeinde und verbindet es mit Landerneau im Süden und mit Lanhouarneau über Plounéventer im Norden. Busse einer Linie der regionalen Transportgesellschaft BreizhGo bedienen eine Haltestelle in Plouédern und verbinden die Gemeinde mit Landerneau und
Lesneven.